# CD1D
CD1D (англ. CD1d molecule) – білок, який кодується однойменним геном, розташованим у людей на короткому плечі 1-ї хромосоми.  Довжина поліпептидного ланцюга білка становить 335 амінокислот, а молекулярна маса — 37 717.
| 10         |  | 20         |  | 30         |  | 40         |  | 50         |
| ---------- |  | ---------- |  | ---------- |  | ---------- |  | ---------- |
| MGCLLFLLLW |  | ALLQAWGSAE |  | VPQRLFPLRC |  | LQISSFANSS |  | WTRTDGLAWL |
| GELQTHSWSN |  | DSDTVRSLKP |  | WSQGTFSDQQ |  | WETLQHIFRV |  | YRSSFTRDVK |
| EFAKMLRLSY |  | PLELQVSAGC |  | EVHPGNASNN |  | FFHVAFQGKD |  | ILSFQGTSWE |
| PTQEAPLWVN |  | LAIQVLNQDK |  | WTRETVQWLL |  | NGTCPQFVSG |  | LLESGKSELK |
| KQVKPKAWLS |  | RGPSPGPGRL |  | LLVCHVSGFY |  | PKPVWVKWMR |  | GEQEQQGTQP |
| GDILPNADET |  | WYLRATLDVV |  | AGEAAGLSCR |  | VKHSSLEGQD |  | IVLYWGGSYT |
| SMGLIALAVL |  | ACLLFLLIVG |  | FTSRFKRQTS |  | YQGVL      |  |            |

A: Аланін

C: Цистеїн

D: Аспарагінова кислота

E: Глутамінова кислота

F: Фенілаланін

G: Гліцин

H: Гістидин

I: Ізолейцин

K: Лізин

L: Лейцин

M: Метіонін

N: Аспарагін

P: Пролін

Q: Глутамін

R: Аргінін

S: Серин

T: Треонін

V: Валін

W: Триптофан

Задіяний у таких біологічних процесах як імунітет, вроджений імунітет, взаємодія хазяїн-вірус. 
Локалізований у клітинній мембрані, мембрані, ендоплазматичному ретикулумі, лізосомі, ендосомах.